# Turnišće Desinićko
Turnišće Desinićko – wieś w Chorwacji, w żupanii krapińsko-zagorskiej, w gminie Desinić. W 2011 roku liczyła 114 mieszkańców.